# Льюисвилл (Арканзас)
Льюисвилл (англ. Lewisville, Arkansas) — город, расположенный в округе Лафейетт (штат Арканзас, США) с населением в 1285 человек по статистическим данным переписи 2000 года.
Является административным центром округа Лафейетт.

## География
По данным Бюро переписи населения США город Льюисвилл имеет общую площадь в 5,7 квадратных километров, водных ресурсов в черте населённого пункта не имеется.
Льюисвилл расположен на высоте 89 метров над уровнем моря.

## Демография

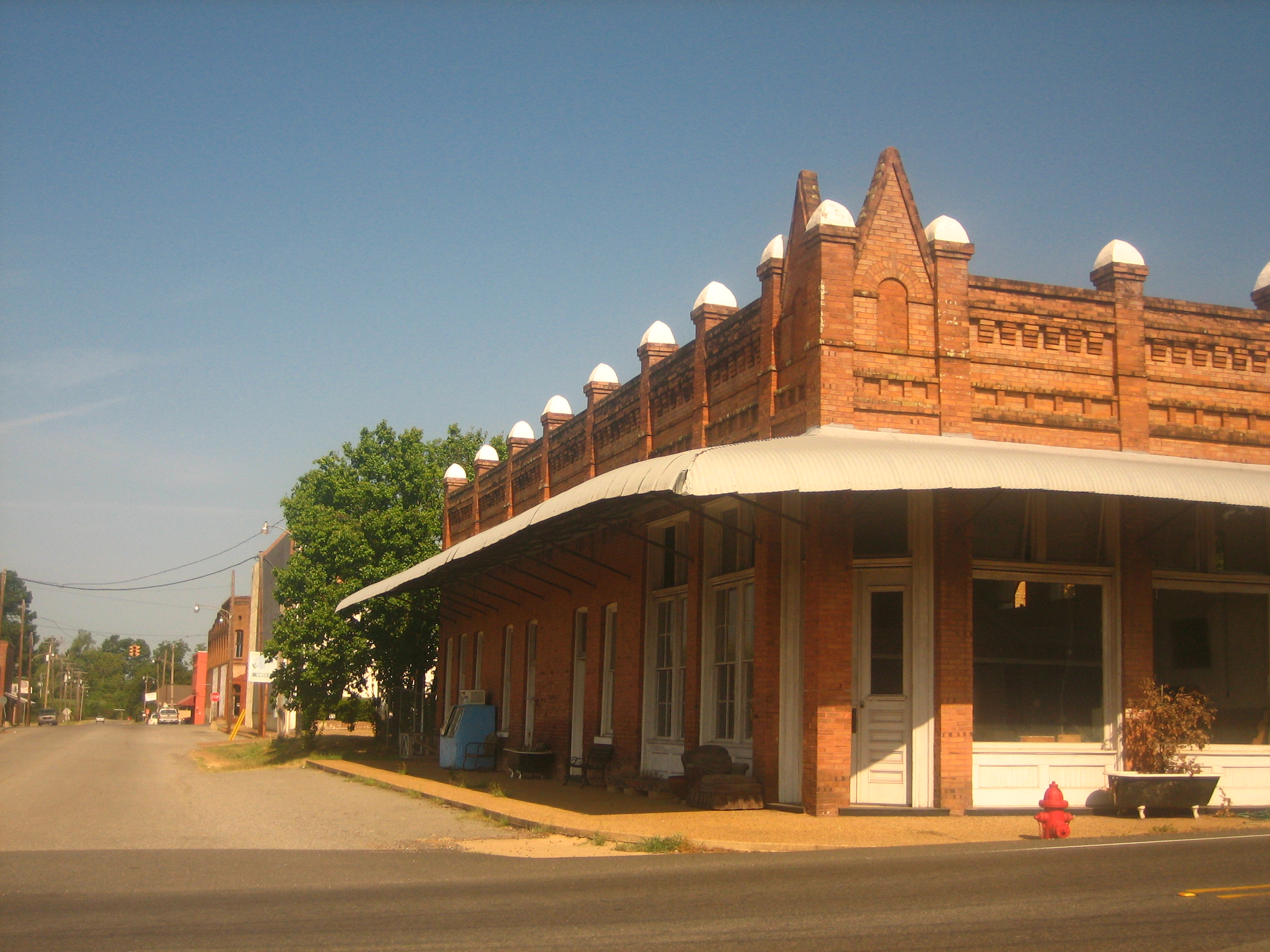
Здание старой постройки в центре Льюисвилла

По данным переписи населения 2000 года в Льюисвилле проживало 1285 человек, 349 семей, насчитывалось 518 домашних хозяйств и 577 жилых домов. Средняя плотность населения составляла около 225,4 человек на один квадратный километр. Расовый состав Льюисвилла по данным переписи распределился следующим образом: 49,34 % белых, 49,34 % — чёрных или афроамериканцев, 0,16 % — коренных американцев, 0,47 % — представителей смешанных рас, 0,70 % — других народностей. Испаноговорящие составили 2,10 % от всех жителей города.
Из 518 домашних хозяйств в 28,8 % — воспитывали детей в возрасте до 18 лет, 46,7 % представляли собой совместно проживающие супружеские пары, в 16,2 % семей женщины проживали без мужей, 32,6 % не имели семей. 30,1 % от общего числа семей на момент переписи жили самостоятельно, при этом 15,3 % составили одинокие пожилые люди в возрасте 65 лет и старше. Средний размер домашнего хозяйства составил 2,47 человек, а средний размер семьи — 3,04 человек.
Население города по возрастному диапазону по данным переписи 2000 года распределилось следующим образом: 25,8 % — жители младше 18 лет, 7,9 % — между 18 и 24 годами, 25,7 % — от 25 до 44 лет, 22,3 % — от 45 до 64 лет и 18,3 % — в возрасте 65 лет и старше. Средний возраст жителей составил 39 лет. На каждые 100 женщин в Льюисвилле приходилось 86,5 мужчин, при этом на каждые сто женщин 18 лет и старше приходилось 80,5 мужчин также старше 18 лет.
Средний доход на одно домашнее хозяйство в городе составил 26 719 долларов США, а средний доход на одну семью — 34 712 долларов. При этом мужчины имели средний доход в 24 408 долларов США в год против 16 850 долларов среднегодового дохода у женщин. Доход на душу населения в городе составил 13 733 доллара в год. 17,2 % от всего числа семей в населённом пункте и 21,3 % от всей численности населения находилось на момент переписи населения за чертой бедности, при этом 27,3 % из них были моложе 18 лет и 16,1 % — в возрасте 65 лет и старше.